# Xilotepec
Xilotepec är en ort i Mexiko.   Den ligger i kommunen Xalpatláhuac och delstaten Guerrero, i den sydöstra delen av landet, 230 km söder om huvudstaden Mexico City. Xilotepec ligger 1 834 meter över havet och antalet invånare är 890.
Terrängen runt Xilotepec är lite bergig. Runt Xilotepec är det ganska tätbefolkat, med 65 invånare per kvadratkilometer. Närmaste större samhälle är Tlapa de Comonfort, 15,7 km norr om Xilotepec. I omgivningarna runt Xilotepec växer huvudsakligen savannskog.